# Nationales Olympisches Komitee der Republik Belarus
Das Nationale Olympische Komitee der Republik Belarus (NOC Belarus, belarussisch Нацыянальны алімпійскі камітэт Рэспублікі Беларусь) ist das Nationale Olympische Komitee in Belarus mit Sitz in Minsk. Insgesamt 44 Fachverbände olympischer Sportarten, davon 36 Sommer- und acht Wintersportarten, sind Mitglied im Komitee.

## Geschichte
Nach dem Zerfall der Sowjetunion wurde das Nationale Olympische Komitee am 22. März 1991 in Minsk gegründet. Knapp ein Jahr später, am 9. März 1992, wurde es vom IOC zunächst als temporäres Mitglied aufgenommen, ehe es im September 1993 schließlich vollständiges Mitglied des IOC wurde. Erster Präsident des Komitees wurde Uladsimir Ryschankou, der damalige belarussische Sport- und Tourismusminister. Nach dessen Tod im Jahr 1996 übernahm zum Mai 1997 Staatspräsident Aljaksandr Lukaschenka das Präsidentenamt beim Nationalen Olympischen Komitee. Zur ersten Teilnahme von Belarus als unabhängige Nation kam es 1994 in Lillehammer anlässlich der Olympischen Winterspiele. 1996 folgte dann auch in Atlanta die erste Teilnahme an Sommerspielen. 2019 fanden in Minsk die Europaspiele statt.
Am 7. Dezember 2020 wurden Wiktar Lukaschenka und sein Vater Aljaksandr vom IOC vorläufig von allen olympischen Aktivitäten einschließlich der Olympischen Sommerspiele 2020 in Tokio ausgeschlossen, da sie die belarussischen Athleten nicht ausreichend vor politischer Diskriminierung schützten.

## Entführungsversuch von Kryszina Zimanouskaja und Sanktionen 2021
Am 6. August 2021 wurde bekannt, dass das IOC gegen zwei Funktionäre der belarussischen Delegation Sanktionen verhängt hat. Juri Moisewitsch und Artur Schumak verloren ihre Akkreditierungen und mussten das olympische Dorf verlassen, weil sie in den Entführungsversuch von Kryszina Zimanouskaja verwickelt waren. Drei Tage darauf wurde das NOK in die Liste der Specially Designated Nationals and Blocked Persons der Vereinigten Staaten wegen Geldwäsche-Vorwürfen, Sanktionsumgehung, einschließlich Umgehung von Visa-Beschränkungen, aufgenommen.

## Präsidenten

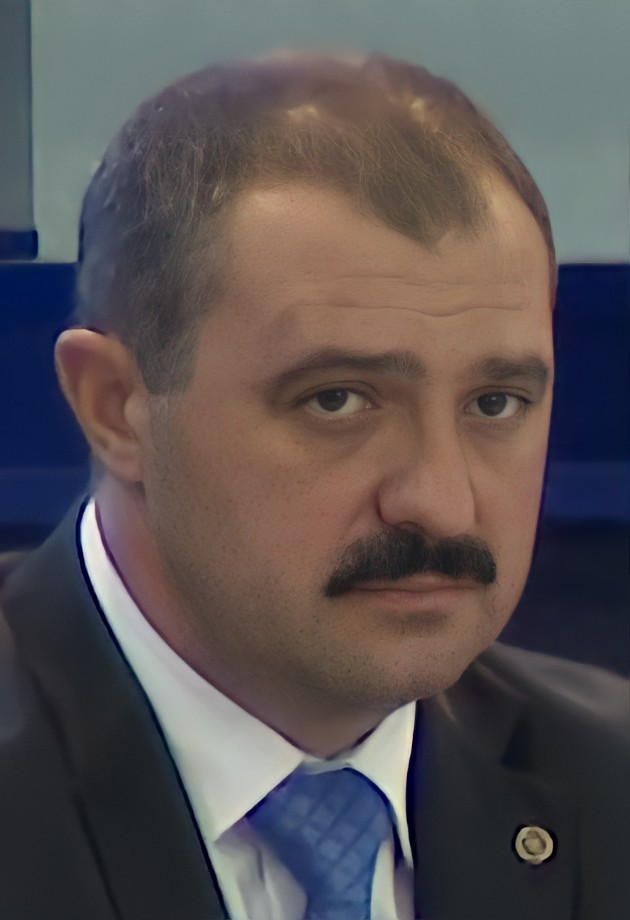
Der amtierende Präsident des NOC Belarus, Wiktar Lukaschenka.

- 1991–1996: Uladsimir Ryschankou
- 1997–2021: Aljaksandr Lukaschenka
- seit 2021: Wiktar Lukaschenka[7]